# Arménská banka (Lvov)
Arménská banka je součástí komplexu staveb u Arménské katedrály. Tato bankovní instituce na nynější adrese (Lesji Ukrajinky 14) existovala ve Lvově od začátku 14. století až do roku 1940.

## Historie
Praxe vytváření náboženských bank při kostelech začala ve středověké Itálii a projevila se také ve Lvově.
Hlavní činností Arménské banky byly půjčky, zprostředkovatelská činnost v obchodních operacích a zastavárna. Arméni žili ve středověkém Lvově především na území, jehož středem byla Arménská katedrála. Ve 16. století zde bylo zaznamenáno asi 200 arménských rodin.
K vyřešení svých finančních problémů si Arméni vytvořili vlastní banku, na základě členství v církevním bratrství. Tato praxe byla rozšířena v pozdním středověku a renesanci. Postupně si arménská komunita vytvořila další tři takováto bankovní bratrství. Jejich organizace byly obdobné. Podobné banky ve Lvově si založili také Poláci, Židé a Němci. Od roku 1788, po získání části Polska Rakouskem-Uherskem (1. dělení Polska), byly tyto čtyři banky sloučeny do jedné, se jménem "Mons Pius". Po okupaci východní části Polska Sovětským svazem, 17. září 1939, byla v následujícím roce banka zlikvidována.

## Fungování banky

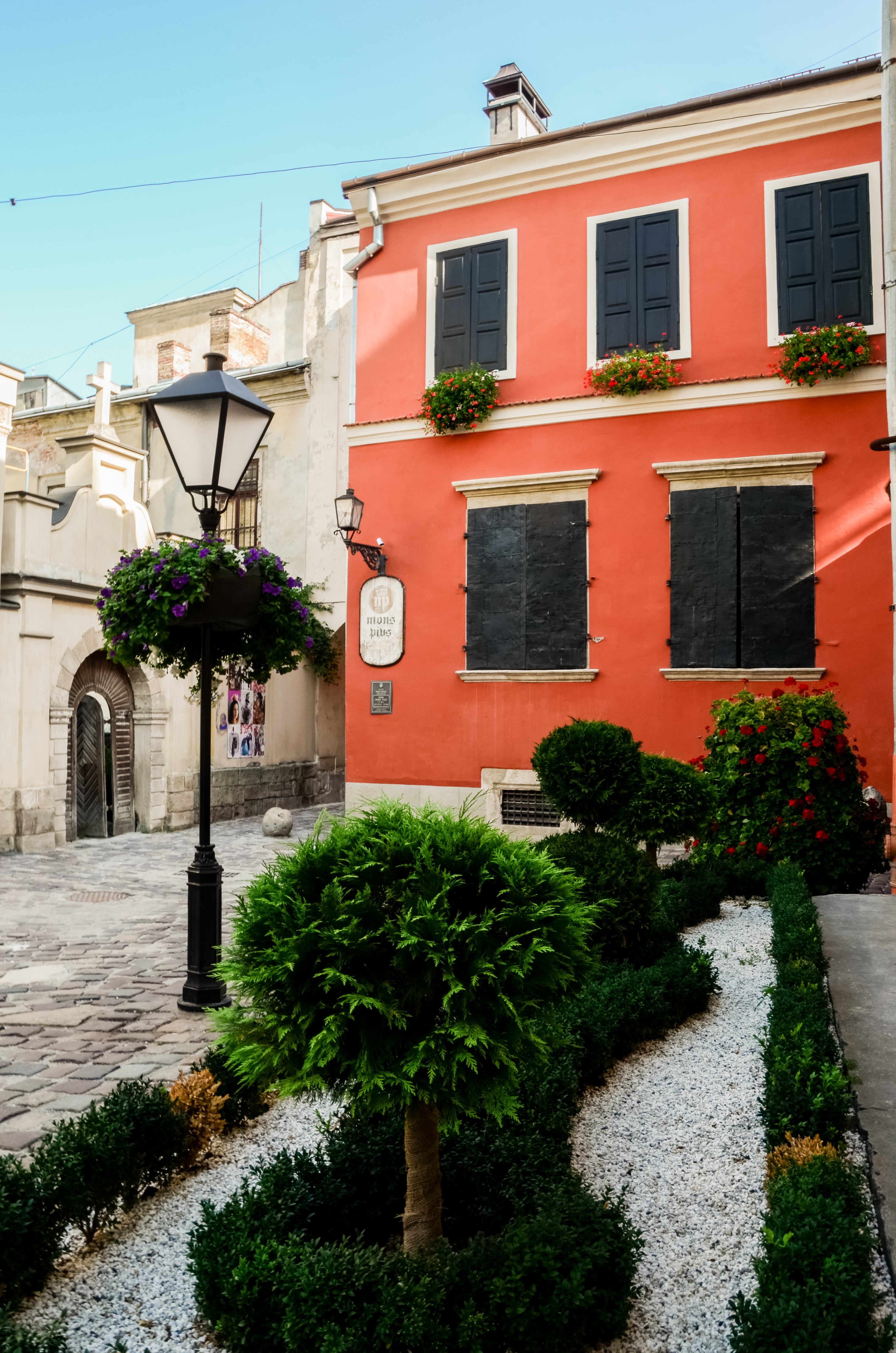
Pohled na Arménskou banku z Východního nádvoří (od sloupu sv. Kryštofa)

Jednou za rok si bratrství zvolilo vedení banky a odpovědné osoby. Byli to dva pokladníci a písař, jehož zodpovědností bylo vedení účetnictví a zaznamenávání rozhodnutí učiněných na čtvrtletních setkáních. Bratrství mělo dvě truhly. V první, která se nacházela v sakristii katedrály, byla uchovávána zakladatelská smlouva, smlouvy o půjčkách, peníze, zástavy a soupisy zástav. Byla zajištěna třemi zámky, jejichž klíče měli oba pokladníci a písař. Tím bylo zaručeno, že truhla mohla být otevřena pouze za přítomnosti všech třech zmocněných. Dary na aktuální potřeby bratrství byly shromažďovány ve druhé truhle, která byla umístěna poblíž oltáře v katedrále.
Kapitál banky byl vytvořen z peněz zemřelých, bohatých lvovských Arménů, úroků z půjček, z plateb za pohřby a také z vkladů jednotlivců z bratrství. Cílem těchto bankovních společenství bylo omezit lichvu, pomáhat chudším členům komunity a zavést pořádek do obchodních vztahů. Půjčky byly zpočátku poskytovány pouze členům společenství, později i dalším osobám. Zástavy při půjčkách tvořily zejména předměty ze zlata a stříbra, jejichž hodnota měla být dvojnásobná oproti poskytnuté půjčce. Pokud nedošlo v dohodnutém termínu (obvykle 1 rok) k vrácení půjčky, byla zástava prodána (po třech vyzváních dlužníka k uhrazení dluhu) a dlužníkovi předána peněžní částka snížená o poskytnutou půjčku a dohodnutý úrok. Úrok nepřevyšoval 8 %.

## Architektura
V rámci komplexu staveb u Arménské katedrály má dům bývalé banky status architektonické památky místního významu. Nachází se severovýchodně od katedrály. Je jedním ze tří domů (č.p. 10, 12 a 14), jejichž fasády směřují do ulice Lesji Ukrajinky a Arménské uličky. V 17.-18. století patřily všechny tyto budovy arménské katolické komunitě. Dům je zděný, cihlový s použitím zdiva z bílého kamene, čtyřpodlažní, se suterénem, orientovaný ze severu na jih. Uprostřed je miniaturní nádvoří. Jedná se o běžný bytový dům. Zachovává renesanční strukturu a skládá se ze dvou domů, z "hlavního" a "zadního". Hlavní dům má výraznou fasádu do ulice Lesji Ukrajinky a je poblíž místa, kde se původně nacházel severní hřeben hradeb. Zadní strana směřuje k nádvoří, které hraničí s Arménskou uličkou. Jméno „zadní“ dům je nepřesné, neboť k jeho jižní fasádě vede ulička vedoucí do ulice Arménské, což je hlavní tepna celé arménské čtvrti. Nyní jsou v přízemí "zadního" domu umístěny sály restaurace "Mons Pius".
Z ulice Lesji Ukrajinky se do domu vchází širokým klenutým portálem z bílého kamene. V průjezdu se zachovala půlkruhová klenba s otvory. V přízemí je byt se dvěma místnostmi s valenou klenbou. Schodiště do vyšších pater vede ze dvora, který se nachází za domem č. 12. Toto schodiště od Arménské uličky bylo vybudováno na konci 19. století.
Fasáda z ulice Lesji Ukrajinky je omítnutá, bez architektonické výzdoby. Okna v 1. a 2. podlaží jsou obezděná kamenným zdivem, ve 3. a 4. podlaží jsou cihlová, což naznačuje pozdější dostavbu horních podlaží. Uprostřed 2. podlaží je prázdný výklenek s vrchním klenutím. Fasáda je zakončená profilovanou římsou.
Z ulice Arménské vede mezi domy č. 7 a č. 13 úzký dlážděný průchod k obloukové bráně s nápisem „Mons Pius“. Tato brána je vchodem na nádvoří před domem, který byl postaven na místě bývalého hřbitova. Toto nádvoří, obklopené zdí s půlkruhovými otvory vyplněnými mříží, nyní slouží jako letní zahrádka kavárny. Druhý vchod na nádvoří je branou z Arménské uličky.
Jižní fasáda domu je skromná – čtyřosá, s vodorovnými propojenými vlysy a širokými okenními rámy. Vpravo je vchod do sklepů zdobený bílými kamennými deskami. Vlevo je vyvýšený vstup do hal instituce, sjednocený renesančními portály a pokrytý půlkruhovými klenbami s lištami. V západní části kavárny se portálem z bílého kamene vchází do největšího sálu, který zabírá celé přízemí západní části celého komplexu a býval hlavním sálem banky.